# Lowry Crossing
Lowry Crossing es una ciudad ubicada en el condado de Collin en el estado estadounidense de Texas. En el Censo de 2010 tenía una población de 1.711 habitantes y una densidad poblacional de 256,95 personas por km².

## Geografía
Lowry Crossing se encuentra ubicada en las coordenadas 33°10′9″N 96°32′41″O / 33.16917, -96.54472. Según la Oficina del Censo de los Estados Unidos, Lowry Crossing tiene una superficie total de 6.66 km², de la cual 6.64 km² corresponden a tierra firme y (0.31%) 0.02 km² es agua.

## Demografía
Según el censo de 2010, había 1.711 personas residiendo en Lowry Crossing. La densidad de población era de 256,95 hab./km². De los 1.711 habitantes, Lowry Crossing estaba compuesto por el 89.13% blancos, el 0.7% eran afroamericanos, el 0.47% eran amerindios, el 1.46% eran asiáticos, el 0% eran isleños del Pacífico, el 5.79% eran de otras razas y el 2.45% pertenecían a dos o más razas. Del total de la población el 14.79% eran hispanos o latinos de cualquier raza.